# Zavjesa
Zavjesa je komad tkanine ili drugog materijala namijenjen blokiranju ili zaklanjanju svjetlosti, propuha  ili (u slučaju zavjese za tuš) vode. Zastor je također pomični paravan ili zastor u kazalištu koji odvaja pozornicu od gledališta ili služi kao kulisa/pozadina.
Zavjese se često vješaju s unutarnje strane prozora građevine kako bi spriječile prolaz svjetla. Na primjer, noću za pomoć pri spavanju ili za sprječavanje izlaska svjetlosti izvan građevine (sprečavanje ljudi izvana da vide unutra, često iz razloga privatnosti). U ovoj primjeni, oni su također poznati kao "draperije". Zavjese se također mogu vješati i preko vrata. Zavjese dolaze u različitim oblicima, materijalima, veličinama, bojama i uzorcima. U robnim kućama često postoje posebni odjeli za prodaju zavjesa, dok su neke trgovine potpuno posvećene prodaji zavjesa.
Zavjese se razlikuju prema mogućnosti čišćenja, otpornosti na UV svjetlo, zadržavanju ulja i prašine, apsorpciji buke, otpornosti na vatru i životnom vijeku. Zavjesama se može upravljati ručno, pomoću užeta, pomoću tipaka ili računala na daljinsko upravljanje. Zavjese se drže udaljene od prozora pomoću zavjesa za vezivanje . Mjerenje veličina zavjesa potrebnih za svaki prozor uvelike varira ovisno o vrsti potrebne zavjese, veličini prozora te vrsti i težini zavjese.
Zavjese su oblik dekoracije prozora i upotpunjuju cjelokupni izgled interijera kuće. Zavjese pomažu kontroliranju atmosfere i protoka prirodne svjetlosti u prostoriju. Učinak draperija ili zavjesa najbolje se vidi na dnevnom svjetlu, a uz pravilno pozicioniranje unutarnjeg svjetla mogu izgledati atraktivno i noću.

## Povijest
Prema dokazima pronađenim na arheološkim nalazištima u Olintu, Pompejima i Herkulaneju, čini se da su zastori za vrata korišteni za pregradnju prostorija u klasičnoj antici. Mozaici od 2. do 6. stoljeća prikazuju zavjese obješene na šipke koje se nadsvođuju lukove.

### Engleska
U Engleskoj su zavjese počele zamjenjivati drvene škure potkraj 16. stoljeća. U srednjovjekovnoj Engleskoj, najraniji oblik prozorskih ukrasa su bile kožne ploče navučene na željezne šipke. One su zamijenjenene tkanim vunenim pločama. Za vrijeme vladavine Elizabete I. počele su se uvoziti raskošno ukrašene talijanske renesansne tkanine, uključujući brokate, baršun i damast. Ove ukrašene tkanine, kao i tkanine ukrašene vezom, korištene su za zavjese tijekom engleskog elizabetinskog i jakobinskog razdoblja. Škure od punog drveta korištene su tijekom hladnijih dijelova godine.

### Fatimidski kalifat
U Fatimidskom kalifatu, zavjesa poznata kao sitr ("veo") korištena je da sakrije kalifa na početku audijencije (medžlisa).  Sluga poznat kao ṣāḥib al-sitr (ili muṭawallī al-sitr ) bi ga nakon audijencije povukao zavjesu natrag kako bi otkrio kalifa koji sjedi na svom prijestolju. Sahib al-sitr je također bio obavljao dužnosti komornika, majstora ceremonije i nositelja kalifovog mača, a često je biran među mamlucima iz sakalibskog podrijetla. 
- Zavjese
- Austrijske žaluzine
- Zastor kao pozadina kulise u kinu
- Zavjesa za vrata od čepova
- Spavaća soba kraljice Charlotte Mathilde
- Krevet s baldahinom
- Kada sa zastorom u kući Bernheimer